# Télimélé
Télimélé   este un oraș  în  partea de vest a Guineei,  în regiunea  Kindia. Este reședința prefecturii omonime.